# Jeremy Hermida
Jeremy Ryan Hermida (Atlanta, Georgia, 30 de enero de 1984) es un beisbolista estadounidense. Juega para Cincinnati Reds y su posición habitual es jardinero derecho.

## Trayectoria
Después de graduarse de Wheeler High School en Marietta, Georgia, Hermida inició su carrera en las mayores con Florida Marlins en 2005. Dejó esta entidad en 2009 y en las cinco temporadas totalizó un porcentaje de bateo de .265, 57 cuadrangulares y 210 carreras impulsadas. Para 2010 jugó para Boston Red Sox y Oakland Athletics; y para 2011 fue transferido a los Cincinnati Reds. 
A la defensiva posee un porcentaje de fildeo de .975. En este rubro fue el mejor en 2009 para un jardinero derecho por la Liga Nacional (1,000 en 81 juegos).